# ナフルズ・ユラコビロフ
ナフルズ・ユラコビロフ（Navruz Jurakobilov 1984年5月17日- ）はウズベキスタンのカシュカダリヤ州出身の柔道選手。身長172cm。階級は73kg級。4段。現在はタシュケント大学に在学している。

## 人物
柔道は17歳の時に始めた。2002年の世界ジュニア66kg級で3位となった。その後階級を73kg級に上げるが、アテネオリンピック及び北京オリンピックには出場できなかった。しかし、2008年のワールドカップ団体戦では決勝でグルジアに敗れたものの、ウズベキスタンの準優勝に貢献した。2010年のアジア大会では準決勝で日本の秋本啓之に崩袈裟固で敗れたが3位となった。2011年の世界選手権では準々決勝でフランスのウゴ・ルグランに指導2で敗れたが、その後の3位決定戦では秋本を技ありで破って3位になった。2012年のアジア選手権では準決勝で日本の大野将平に有効で敗れて3位だった。続くグランドスラム・モスクワでは決勝で日本の西山雄希に指導3で敗れた。7月のロンドンオリンピックでは3回戦で敗れた。

## 主な戦績
- 2002年 - 世界ジュニア　3位(66kg級)
- 2002年 - アジアジュニア　2位
- 2006年 - アゼルバイジャン国際　2位
- 2008年 - ワールドカップ団体戦　2位
- 2010年 - グランプリ・デュッセルドルフ　3位
- 2010年 - ワールドカップ・アルマトイ　優勝
- 2010年 - アジア大会　3位
- 2010年 - グランドスラム・東京　5位
- 2011年 - ワールドマスターズ　5位
- 2011年 - グランプリ・バクー　優勝
- 2011年 - グランドスラム・モスクワ　5位
- 2011年 - 世界選手権　3位
- 2011年 - ワールドカップ・アルマトイ　3位
- 2011年 - グランドスラム・東京　5位
- 2012年 - ワールドマスターズ　5位
- 2012年 - アジア選手権　3位
- 2012年 - グランドスラム・モスクワ　2位
- 2013年 - グランドスラム・モスクワ　3位
- 2014年 - アジア大会　個人戦　5位　団体戦　3位